# Carlos María de Alvear
Pour les articles homonymes, voir Alvear.
Ne doit pas être confondu avec María de Alvear.
Carlos María de Alvear (25 octobre 1789, Santo Ángel - 3 novembre 1852, New York) est un militaire et homme d'État argentin.

## Biographie

### Jeunesse
Il est né dans le nord de la vice-royauté du Río de la Plata d'un noble espagnol, Diego de Alvear, et d'une mère criolla, María Balbastro. Il est baptisé Carlos Antonio del Santo Ángel Guardián. Son lieu de naissance, Santo Ángel, fait alors partie de Misiones, mais est aujourd'hui située dans l'État brésilien du Rio Grande do Sul.
Il commence ses études à Porto Alegre puis, en 1804, il émigre vers l'Espagne avec sa famille. Au cours du voyage, les frères et la mère d'Alvear sont tués, le 5 octobre 1804, lorsque des frégates anglaises ouvrent le feu sur leur navire. L'incident est d'ailleurs un préambule à la bataille de Trafalgar et à la guerre entre Espagnols et Britanniques. Les Anglais capturent les survivants, dont font partie Alvear et son père, et les envoient emprisonnés en Angleterre, où Alvear épousera plus tard une Anglaise.
En hommage à sa mère, Carlos de Alvear prend le nom de Carlos María de Alvear. En dépit du destin tragique de sa mère et de ses frères par la faute des Anglais, Alvear, âgé alors de quinze ans, reçoit une éducation d'un jeune Anglais, adoptant la culture anglaise et c'est pourquoi ses adversaires l'accuseront plus tard de défendre les intérêts anglais.

### Carrière
Après avoir parfait son éducation à Londres, il se rend en Espagne pour réaliser son service militaire dans la brigade des carabiniers royaux, où il se distinguera au cours des batailles de Talavera, Jebenés et Ciudad Real contre la France de Napoléon.
En 1811, alors que son père est gouverneur de l'Île de León, il se sépare des armées royales et embrasse la cause indépendantiste. En 1812, il débarque à Buenos Aires avec José de San Martín, rencontré dans une loge maçonnique à Londres où se retrouvaient des natifs d'Amérique Latine issus de la haute bourgeoisie, afin de rallier la cause de l'émancipation latino-américaine. Avec San Martin, et nommé au grade de lieutenant de chevalerie, il crée le célèbre régiment des grenadiers à cheval qui participa à la bataille de San Lorenzo.
En 1813, il fut nommé président de l'Assemblée générale constituante et un an plus tard général en chef des forces assiégeantes de Montevideo, où il obligea le général royaliste Gaspar de Vigodet à capituler. De retour à Buenos Aires il fut désigné pour mener la répression contre le mouvement de José Gervasio de Artigas, chef de guerre de la Bande orientale, se battant à Mercedes, dans la rivière Yi et à Minas.
En 1815 il fut nommé directeur suprême, mais quelques faux pas comme son ambition démesurée et son opposition au général Ignacio Alvarez Thomas provoquèrent sa chute. Il demeura loin de l'Argentine pour une longue période. En 1824, il fut nommé ambassadeur en Colombie, fonction qu'il ne parvint pas à remplir puisqu'il dû passer en commission devant le « libertador » Simón Bolívar.

### Guerre contre l'empire du Brésil
En 1828, dans le cadre de la guerre contre le Brésil, il fut nommé chef des armées pour les opérations réalisées dans la Bande orientale, et réussit à se démarquer notamment lors de la bataille d'Ituzaingó.
À la suite de ses faits de guerre, en 1829, il occupa le poste de ministre de la Guerre.

### Premier ambassadeur argentin aux États-Unis
En 1839, le gouverneur Juan Manuel de Rosas le nomma ambassadeur aux États-Unis. Poste qu'il exercera jusqu'à la chute de Rosas en février 1852.

## Descendance
Son fils Torcuato de Alvear fut le premier intendant de Buenos Aires et son petit-fils Marcelo Torcuato de Alvear président de la nation de 1922 à 1928.